# جام شراب

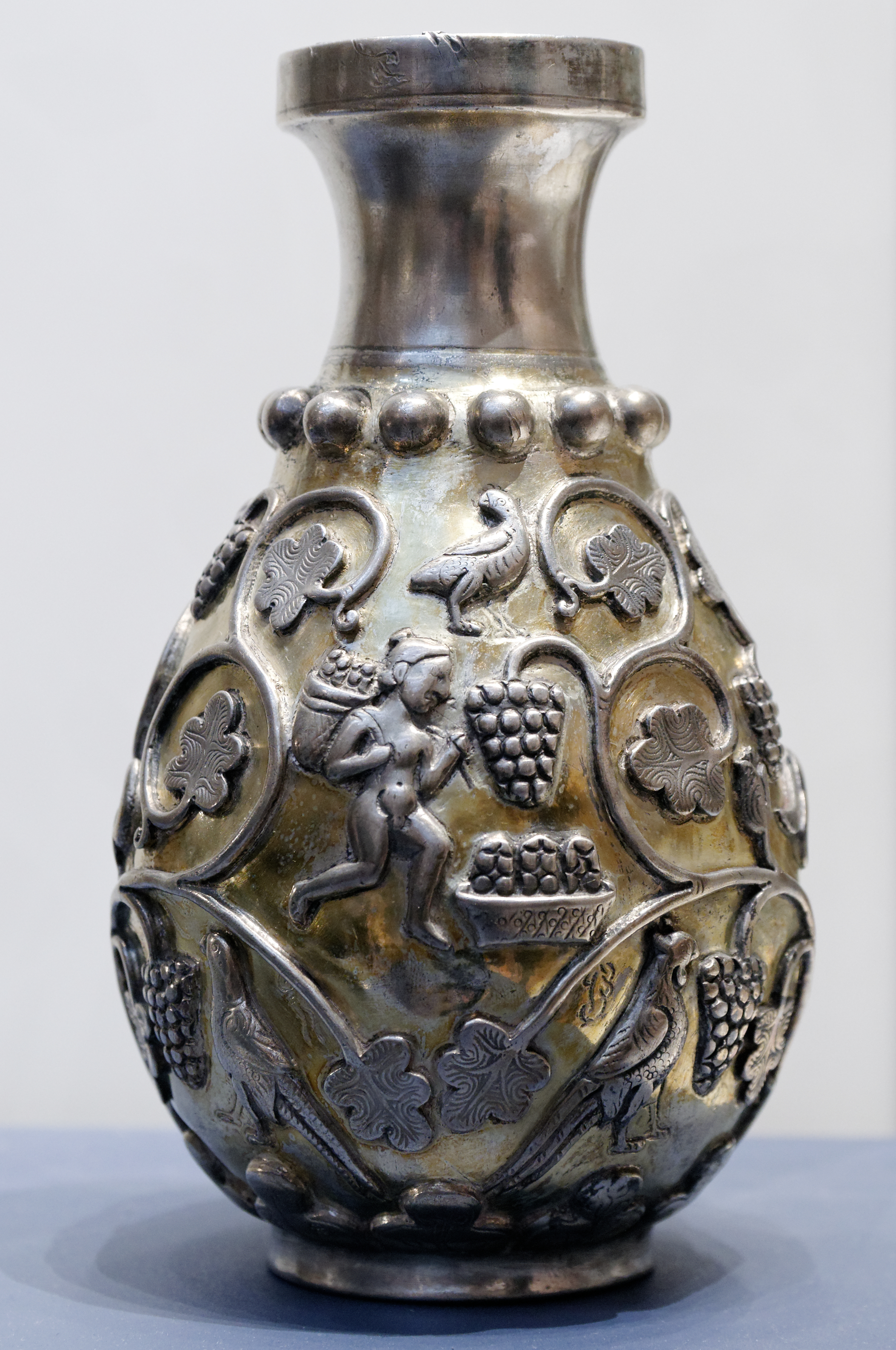
یک جام شراب متعلق به دورهٔ ساسانیان، یافته‌شده در مازندران. این جام هم‌کنون در موزه بریتانیا نگه‌داری می‌شود.

جام شراب یا گیلاس شراب جامی است معمولاً بلورین که برای نوشیدن یا مزه کردن شراب استفاده می‌شود. جام شراب از سه بخش ظرف، گردنه و پایه stem تشکیل شده‌است.
ضمن اینکه چندین نوع جام شراب وجود دارد که معمول‌ترین آن‌ها جامهای شراب دو یا چند دسته loving cup، جام شراب مقدس chalice، جام گل corolla، جام نهایی grail، است.